# Битва за Негапатам (1782)
Битва за Негапатам була третьою в серії битв між британським флотом під командуванням віце-адмірала сера Едварда Г'юза та французьким флотом під командуванням Андре де Сюффрена біля узбережжя Індії під час Війни за незалежність США. Битва відбулася 6 липня 1782 року Хоча битва була невирішальною, французький флот був зупинений і відступив до Куддалора, а британці залишилися контролювати Негапатам.

## Підґрунття
Франція вступила у війну за незалежність США в 1778 році, а Британія оголосила війну Голландській республіці наприкінці 1780 року після того, як голландці відмовилися припинити торгівлю військовими поставками з французами та американцями. Британці швидко отримали контроль над більшістю французьких і голландських форпостів в Індії, що стало причиною другої англо-майсурської війни. Місто Негапатам був обложив і захопив сер Гектор Манро в листопаді 1781 року.
Французького адмірала Бейї де Сюффрена направили з місією надати військову допомогу французьким колоніям в Індії. Він прибув у лютому 1782 року і негайно вступив у битву біля Садраса з британським флотом віце-адмірала сера Едварда Г'юза. Після того, як обидва флоти провели деякий час у порту, ремонтуючи, переобладнуючи та переналаштовуючи, вони знову зустрілися у квітні у битві біля Провідієна південніше цейлонського порту Тринкомалі. Битву перервав шторм, а потім настала ніч. Г'юз відправився на ремонт у Тринкомалі, колишній голландський порт, який британці захопили в січні, а Сюффрен відправився в контрольований голландцями порт Баттікалоа.
Перебуваючи в Баттікалоа, Сюффрен отримав наказ з Іль-де-Франс (нині Маврикій) повернутися туди, щоб супроводжувати додаткові французькі війська до Індії. Він вирішив цього не робити, посилаючись на паритет між двома флотами та на необхідність захистити французькі війська, які вже були на землі в Індії, від британського флоту.
Французи, маючи приблизно 2000 військових під командуванням графа дю Шемена, 6 травня захопили Куддалор. Султан Майсуру Гайдар Алі спочатку хотів, щоб французи захопили важливий порт Негапатам. Французи приєдналися до 60-тисячної майсурської армії, щоб обложити британців у Вандавасі. Коли британці надіслали 12 000 армії до Вандавасі, щоб зняти облогу, дю Шемен, всупереч волі Гайдара, відмовився брати участь у битві, яку франко-майсурські війська, ймовірно, виграли б (що значно зменшило б британську військову присутність в Індії). В результаті Гайдар зняв облогу і відступив в околиці Пондічеррі.
Тим часом Сюффрен відплив із Баттікалоа, щоб виконати роботу, яку не зробив дю Шемен: захопити Негапатам. 20 червня він зупинився в Куддалорі, щоб взяти війська та припаси для атаки, яку він сподівався зробити зненацька. Коли він був готовий відплисти, він дізнався, що Г'юз проплив повз, мабуть, також на шляху до Негапатаму. Оскільки його флот зріс за рахунок захоплених суден і підкріплення з Іль-де-Франс (тепер це було дванадцять лінійних кораблів і чотири фрегати), Сюффрен кинувся в погоню і наздогнав Г'юза, який став на якір біля Негапатама, 5 липня.

## Битва
Близько 3:00 Сюффрен був у процесі формування своєї бойової лінії, коли шквальний вітер зруйнував головну щоглу та верхню щоглу «Аякса» під командуванням Буве Прекура, змусивши його вийти з його лінії.  Коли шквал стих, вітер був на користь Г'юза, тому він відплив зі своєї якірної стоянки в гавані Негапатам. Обидва флоти провели ніч на якорі на відстані двох гарматних пострілів.
Наступного ранку Сюффрен був розлючений, дізнавшись, що «Аякс» не було відремонтовано, і що його капітан хоче відступити. Оскільки битва була неминучою, Сюффрен заборонив це йому. Потім він наказав своїй лінії натиснути на британську лінію для ближнього бою. Коли вони почали рухатися, Аякс відійшов і не приєднався до наступу. О 9:30 ранку 6 липня флоти відкрили вогонь один по одному, спочатку з великої відстані. Фламанд вступив у бій з Героєм і Ексетером, Аннібал зіткнувся з Ісідою, Север зіткнувся з Берфордом, а Бріллант протистояв Султану, тоді як два флагмани, Герос і Суперб, билися один з одним. Залишок британської лінії не зміг прямо вишикуватися проти французів, що призвело до кута в їхній лінії, де билися Сфінкс і Монарка, який мінімізував дію між кораблями в кінці лінії. Фламанд отримав значну шкоду, але зміг повернутися. Бріллант був пошкоджений під вогнем Султана, але Сюффрену вдалося відірватися від Героса, щоб прийти їй на допомогу.
Бій тривав інтенсивно приблизно до 13:00, коли вітер раптово змінився, заплутавши обидва ряди. Коли вітер дув лобом до двох паралельних ліній кораблів, деякі кораблі повернули правим бортом, а інші — лівим. Більшість відвернулися від бою, але шість кораблів, чотири британських і два французьких, повернулися один до одного. Чотири британські кораблі були Берфорд, Султан, Вустер і Ігл; двома французами були Sévère (третій у черзі) і ближче до тилу лінії Brillant. Sévère потрапив у бій з Султаном і «двома іншими кораблями», і врятувався завдяки прибуттю Сюффрена на його флагманському кораблі та наповненню вітрил, коли судно впало на правий борт, тоді як Брілланта обстріляли Вустер та Ігл, і його також врятували наближення корабля Сюффрена, але він зазнав втрати більше третини особового складу вбитими або пораненими.
Час від часу зустрічаючись між двома кораблями, Хьюз намагався змінити свою лінію близько 14:00, але жоден флот не був у стані, щоб легко зайняти бойові позиції, тому Сюффрен вирішив відійти за вітром, на північ, до Куддалора. Один британський спостерігач зазначив, що «наш флот був абсолютно нездатний запобігти їм або переслідувати їх».

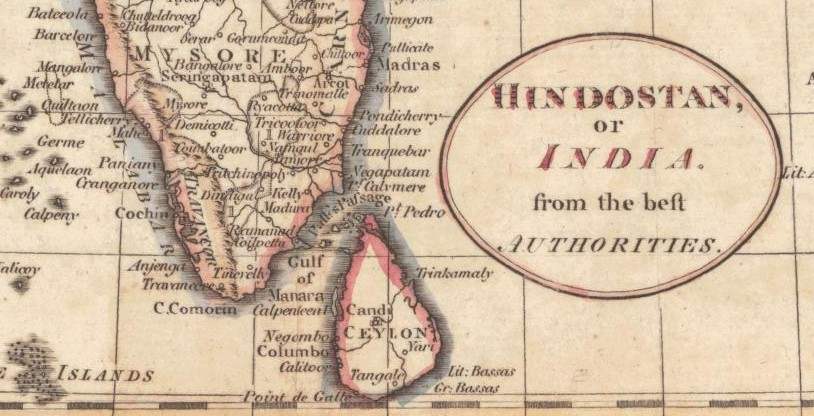
Деталь карти Південної Індії та Цейлону 1794 року. Баттікалоа знаходиться на півночі від південно-східної точки Цейлону
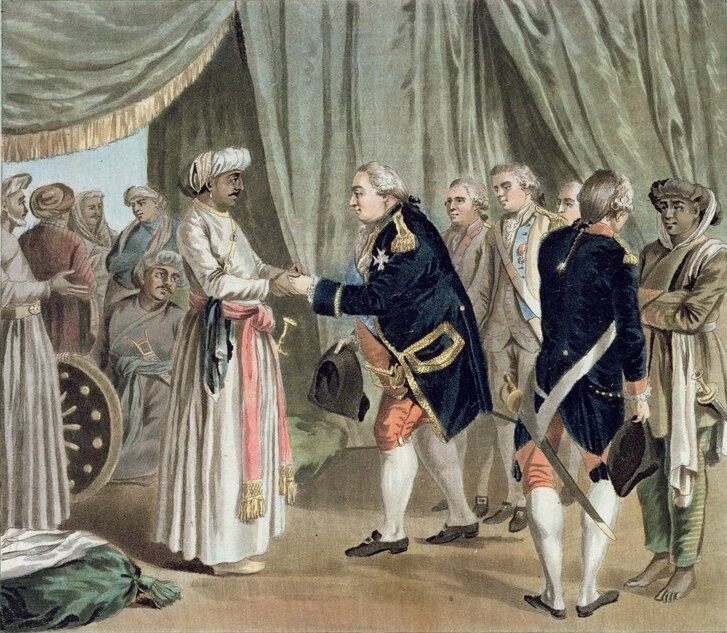
Зустріч Сюффрена з Гайдаром Алі в 1782 році. гравюра Дж. Б. Моррета, 1789 рік.

## Наслідки
Сюффрен провалив спробу взяти Негапатам. Він позбавив капітана «Аякса» командування та заарештував трьох інших за низку провин у цій битві та двох попередніх. Один із заарештованих, де Сілларт командир Sévère, почав сигналізувати прапорами про здачу під час бою, але його підлеглі завадили йому. Потім Сюффрен відплив до Куддалора, щоб провести ремонт. Наступні два тижні Г'юз провів у морі, повернувшись 20 липня до Мадраса для ремонту. Негапатам залишиться в руках британців до кінця війни. За Паризьким договором (1783) Голландська республіка віддала Негапатам Британії.

## Бойовий порядок
| Французька бойова лінія | Французька бойова лінія | Французька бойова лінія | Французька бойова лінія | Французька бойова лінія                                                 | Французька бойова лінія | Французька бойова лінія | Французька бойова лінія | Французька бойова лінія                                                                                       | Французька бойова лінія | Французька бойова лінія |
| Судно                   | Клас                    | Гармати                 | Navy                    | Командир                                                                | Втрати                  | Втрати                  | Втрати                  | примітки |                         |                         |
| Судно                   | Клас                    | Гармати                 | Navy                    | Командир                                                                | убитими                 | пораненими              | разом                   | примітки |                         |                         |
| ----------------------- | ----------------------- | ----------------------- | ----------------------- | ----------------------------------------------------------------------- | ----------------------- | ----------------------- | ----------------------- | --- | ----------------------- | ----------------------- |
| Flamand                 | 54-gun                  | 54                      |                         | капітан Луї-Гіасінт де Кавельє де Кувервіль                             | 13                      | 56                      | 69                      | |                         |                         |
| Annibal                 | 74-gun                  | 74                      |                         | капітан Бернар-Марі Буден де Тромелен                                   | 28                      | 80                      | 108                     | Лейтенант фрегата де Ріньї поранений                                                                          |                         |                         |
| Sévère                  | 64-gun                  | 64                      |                         | капітан Етьєн-Франсуа де Сійяр де Вільньов                              |                         |                         |                         | Перший офіцер Шевальє де ла Саль (капітан пожежної служби) поранений. Офіцеру маневру Де Жену відірвало ногу. |                         |                         |
| Brillant                | 64-gun                  | 64                      |                         | капітан Арман де Сен-Фелікс                                             |                         |                         |                         | |                         |                         |
| Héros                   | 74-gun                  | 74                      |                         | капітан Андре де Сюффрен майор Фелікс д'Есміві де Муасак (флаг-капітан) | 25                      | 72                      | 97                      | офіцер Австразійського полку Дювів'є загинув.                                                                 |                         |                         |
| Sphinx                  | 64-gun                  | 64                      |                         | капітан Шарль Луї дю Шіло де Ларош                                      | 19                      | 85                      | 104                     | Капітан Шілло та офіцери Больє, Ла Фонд і Ла Мартельєр поранені.                                              |                         |                         |
| Petit Annibal           | 50-gun                  | 50                      |                         | капітан Жюстен-Бонавентюр Морард де Галль                               |                         |                         |                         | |                         |                         |
| Artésien                | 64-gun                  | 64                      |                         | капітан Франсуа-Жозеф-Іполіт Біде де Морвіль                            |                         |                         |                         | |                         |                         |
| Vengeur                 | 64-gun                  | 64                      |                         | капітан Шарль Гаспар Гіасінт де Форбен Ла Барбен                        | 4                       | 44                      | 48                      | Прапорщик Поммак де Бонневі поранений.                                                                        |                         |                         |
| Bizarre                 | 64-gun                  | 64                      |                         | капітан Анн Рене Огюстен де Росканвек де Ла Ландель                     |                         |                         |                         | |                         |                         |
| Orient                  | 74-gun                  | 74                      |                         | капітан Жан Батист Крісті де Ла Пальєр                                  |                         |                         |                         | |                         |                         |
| Ajax                    | 64-gun                  | 64                      |                         | капітан Рене Жозеф Буве де Прекур                                       |                         |                         |                         | Був з ескадроном, але участі в бою не брав                                                                    |                         |                         |
|                         |                         |                         |                         |                                                                         |                         |                         |                         | |                         |                         |

| Французькі додаткові судна      | Французькі додаткові судна | Французькі додаткові судна | Французькі додаткові судна | Французькі додаткові судна | Французькі додаткові судна | Французькі додаткові судна | Французькі додаткові судна | Французькі додаткові судна | Французькі додаткові судна | Французькі додаткові судна |
| Корабель                        | клас                       | гармати                    | флот                       | Командир                   | Втрати                     | Втрати                     | Втрати                     | Примітки                   |                            |                            |
| Корабель                        | клас                       | гармати                    | флот                       | Командир                   | Убитими                    | Пораненими                 | Всього                     | Примітки                   |                            |                            |
| ------------------------------- | -------------------------- | -------------------------- | -------------------------- | -------------------------- | -------------------------- | -------------------------- | -------------------------- | -------------------------- | -------------------------- | -------------------------- |
| Діліджент                       | корвет                     | 10                         |                            | Маке                       |                            |                            |                            |                            |                            |                            |
| Файн                            | фрегат                     | 32                         |                            | лейтенант Пер'є де Сальвер |                            |                            |                            |                            |                            |                            |
| Тонкий                          | корвет                     | 24                         |                            | лейтенант Юон де Кермадек  |                            |                            |                            |                            |                            |                            |
| <i id="mwAbk">Pulvérisateur</i> | пожежний корабель          | 6 до 12                    |                            | лейтенант Вілларе де Жоєз  |                            |                            |                            |                            |                            |                            |
|                                 |                            |                            |                            |                            |                            |                            |                            |                            |                            |                            |

| Британська бойова лінія | Британська бойова лінія | Британська бойова лінія | Британська бойова лінія | Британська бойова лінія             | Британська бойова лінія | Британська бойова лінія | Британська бойова лінія | Британська бойова лінія | Британська бойова лінія | Британська бойова лінія |
| Судно                   | Клас                    | Гармати                 | Флот                    | командир                            | Casualties              | Casualties              | Casualties              | Notes                   |                         |                         |
| Судно                   | Клас                    | Гармати                 | Флот                    | командир                            | Killed                  | Wounded                 | Total                   | Notes                   |                         |                         |
| ----------------------- | ----------------------- | ----------------------- | ----------------------- | ----------------------------------- | ----------------------- | ----------------------- | ----------------------- | ----------------------- | ----------------------- | ----------------------- |
| Герой                   | Third rate              | 74                      |                         | капітан Гоукер                      |                         |                         |                         |                         |                         |                         |
| Ексетер                 | Fourth rate             | 64                      |                         | капітан Кінг                        |                         |                         |                         |                         |                         |                         |
| Ісіс                    | Fourth rate             | 50                      |                         | капітан Ламлі                       |                         |                         |                         |                         |                         |                         |
| Барфорд                 | Fourth rate             | 64                      |                         | капітанПітер Реньє                  |                         |                         |                         |                         |                         |                         |
| Султан                  | Third rate              | 74                      |                         | капітан Вотт                        |                         |                         |                         |                         |                         |                         |
| Суперб                  | Third rate              | 74                      |                         | адмірал Едвард Г'юз капітан Стівенс |                         |                         |                         |                         |                         |                         |
| Монарка                 | Third rate              | 74                      |                         | капітан Джон Гел                    |                         |                         |                         |                         |                         |                         |
| Ворчестер               | Fourth rate             | 64                      |                         | капітан Вуд                         |                         |                         |                         |                         |                         |                         |
| Монмут                  | Fourth rate             | 64                      |                         | капітан Джеймс Алмс                 |                         |                         |                         |                         |                         |                         |
| Ігл                     | Fourth rate             | 64                      |                         | капітан Реддал                      |                         |                         |                         |                         |                         |                         |
| Магнанім                | Fourth rate             | 64                      |                         | капітан Волселі                     |                         |                         |                         |                         |                         |                         |
| Сіхорс                  | Sixth-rate              | 24                      |                         | Роберт Монтагю                      |                         |                         |                         |                         |                         |                         |
|                         |                         |                         |                         |                                     |                         |                         |                         |                         |                         |                         |